# Dương Văn Độ
Dương Văn Độ (chữ Hán: 杨文度, ? - 477), người dân tộc Đê, thủ lĩnh nước Cừu Trì vào đời Nam Bắc triều, tại vị trong khoảng thời gian 473 ÷ 477. Ông tử trận sau khi thất bại trong việc khôi phục lãnh thổ của Cừu Trì.

## Cuộc đời và sự nghiệp
Văn Độ là em họ của thủ lĩnh Dương Tăng Tự. Năm 473, Tăng Tự mất, Văn Độ tự lập làm Vũ Hưng vương, sai sứ xin hàng Bắc Ngụy, được nhận chức Vũ Hưng trấn tướng. Không rõ thời điểm Văn Độ nhận chức – tước của nhà Lưu Tống: Bắc Tần Châu thứ sử, Vũ Đô vương.
Tháng 10 ÂL năm 477, Văn Độ nổi dậy kháng Ngụy, sai em họ Văn Hoằng chiếm lại Cừu Trì. Tháng 11 ÂL, tướng Ngụy là Bì Hoan Hỷ tấn công Văn Hoằng. Tháng 12 ÂL, quân Ngụy đến Kiến An, Văn Hoằng bỏ thành chạy trốn. Cùng tháng, nhà Lưu Tống gia chức cho Văn Độ làm Đô đốc Bắc Tần, Ung 2 châu chư quân sự; Bì Hoan Hỷ hãm thành Gia Lô, Văn Độ tử trận.